# Voitto Hellsten

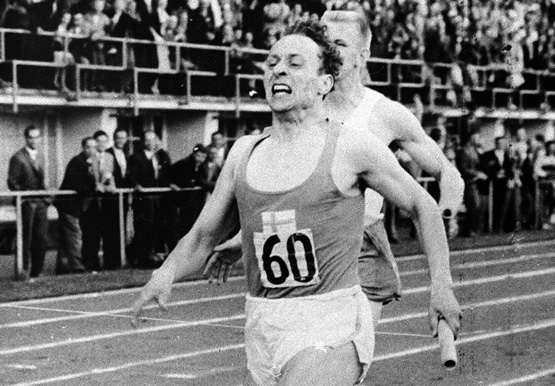
Voitto Hellsten

 Voitto Valdemar Hellsten, né le 15 février 1932 à Pertteli et mort le 7 décembre 1998 à Turku, est un athlète finlandais, spécialiste du 400 m. 

## Carrière
Il remporte la médaille de bronze, ex æquo, lors des Jeux olympiques d'été de 1956 à Melbourne. Il remporte également une médaille d'argent pour les championnats d'Europe à Berne en 1954 ainsi que la médaille de bronze dans le relais 4 × 400 m. En 1955, il a été élu sportif finlandais de l'année.